# Alice Brady
Alice Brady (2. studenog 1892. – 28. listopada 1939.), američka filmska i kazališna glumica, dobitnica Oscara za najbolju sporednu glumicu (1937. godine).

## Životopis
Alice Brady je rođena u New Yorku, gdje je njen otac, William A. Brady, bio kazališni producent na Broadwayju. Od rane mladosti nastupala je u kazalištu, a od 1914. i na filmu, pošto je New York tada bio središte američke filmske industrije. Alice je nastupala u velikom broju filmova, 79 tijekom svoje kratke karijere. Godine 1916. nastupila je u čak osam filmova.
Nakon pojave zvučnog filma, Alice Brady je bila jedna od rijetkih glumica koja je napravila uspješnu tranziciju u novi medij, za što je mogla zahvaliti svojem kazališnom iskustvu. Godine 1936. bila je nominirana za film Moj čovjek Godfrey za Oscara za najbolju sporednu glumicu, koji se te godine dodjeljivao po prvi put u toj kategoriji. Nagrada je otišla u ruke Gale Sondergaard. Godinu kasnije, dodijeljen joj je Oscar za najbolju sporednu ulogu u filmu U starom Chicagu. Kako Alice nije bila na svečanosti, nepoznati čovjek je preuzeo nagradu umjesto nje. Poslije se ustanovilo da je u pitanju bio varalica, ali ni čovjek ni kipić nikada nisu pronađeni.
Premda teško bolesna od raka, Alice Brady je glumila do svoje smrti. Umrla je u New Yorku, 28. listopada 1939. godine, pet dana prije svog 47. rođendana.

## Plakati filmova u kojima je glumila Alice Brady
- La Vie de Bohême, 1916.
- Miss Petticoats, 1916.
- Bought and Paid For, 1916.
- The Gilded Cage, 1916.
- The Hungry Heart, 1917.
- The Dancer's Peril, 1917.
- A Self-Made Widow, 1917.
- Her Silent Sacrifice, 1917.
- Woman and Wife, 1918.
- Woman and Wife, 1918.
- The Whirlpool, 1919.
- The World To Live In, 1919.

## Vanjske poveznice
- Alice Brady u internetskoj bazi filmova IMDb-u (engl.)